# Municipio de Port Byron
El municipio de Port Byron (en inglés: Port Byron Township) es un municipio ubicado en el condado de Rock Island en el estado estadounidense de Illinois. En el año 2010 tenía una población de 1446 habitantes y una densidad poblacional de 111,66 personas por km².

## Geografía
El municipio de Port Byron se encuentra ubicado en las coordenadas 41°37′28″N 90°19′48″O / 41.62444, -90.33000. Según la Oficina del Censo de los Estados Unidos, el municipio tiene una superficie total de 12.95 km², de la cual 9,19 km² corresponden a tierra firme y (29 %) 3.76 km² es agua.

## Demografía
Según el censo de 2010, había 1446 personas residiendo en el municipio de Port Byron. La densidad de población era de 111,66 hab./km². De los 1446 habitantes, el municipio de Port Byron estaba compuesto por el 97,86 % blancos, el 0,21 % eran afroamericanos, el 0,14 % eran asiáticos, el 0,55 % eran de otras razas y el 1,24 % eran de una mezcla de razas. Del total de la población el 2,42 % eran hispanos o latinos de cualquier raza.